# Documenta

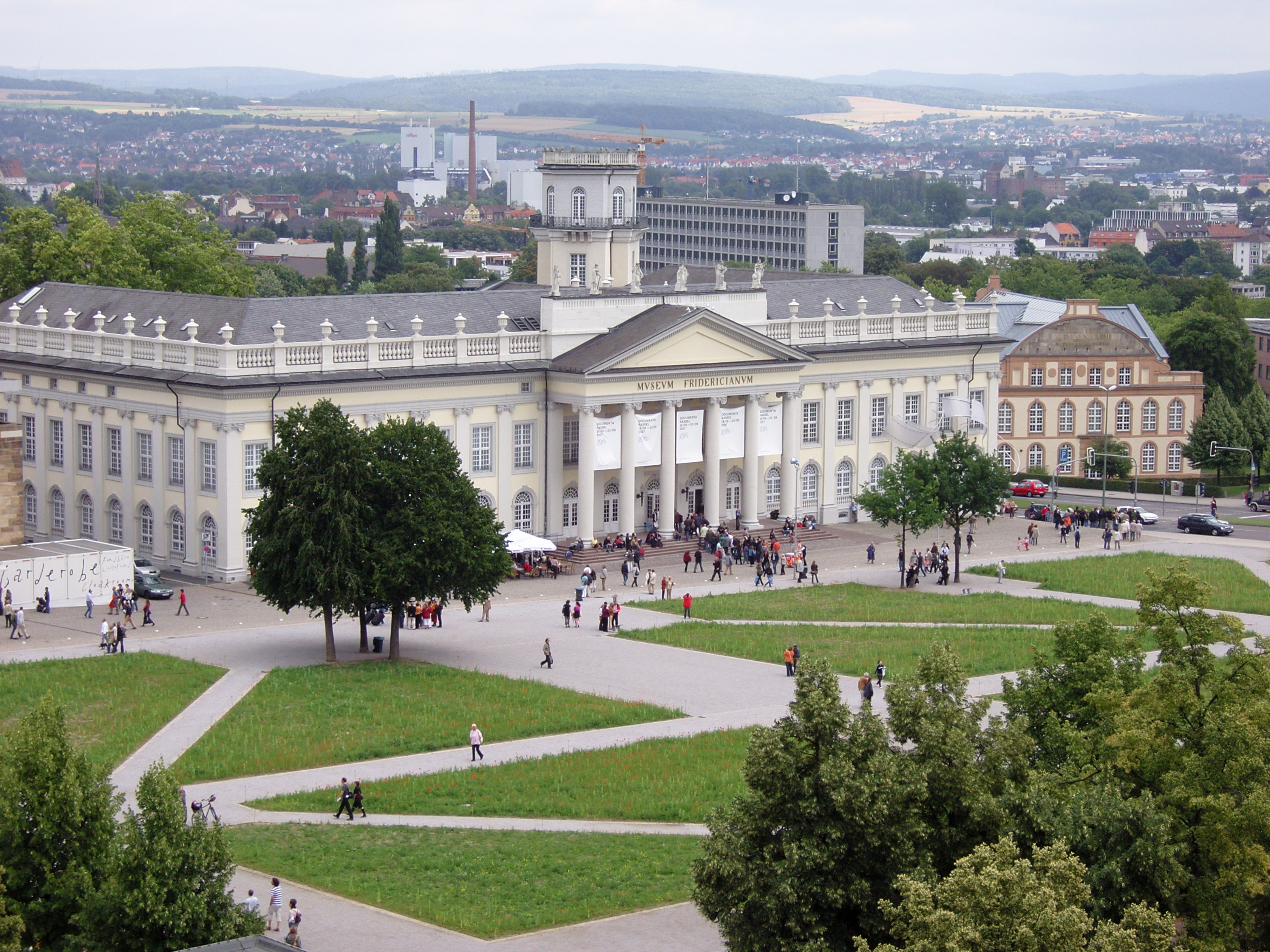
El Fridericianum durante la documenta 12.

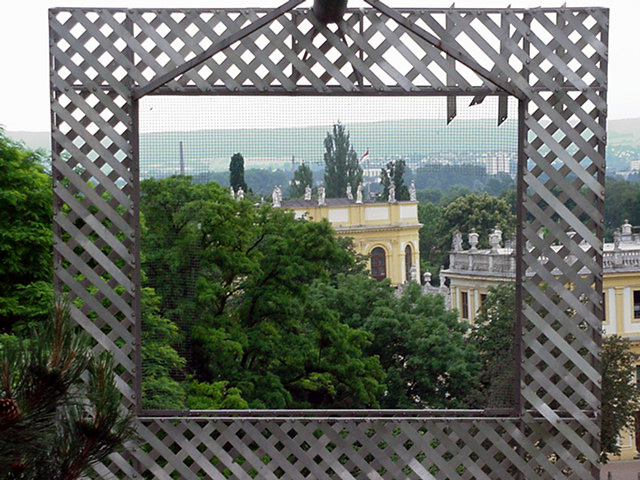
Rahmenbau a lado del Staatstheater, de Haus Rucker, 1977.

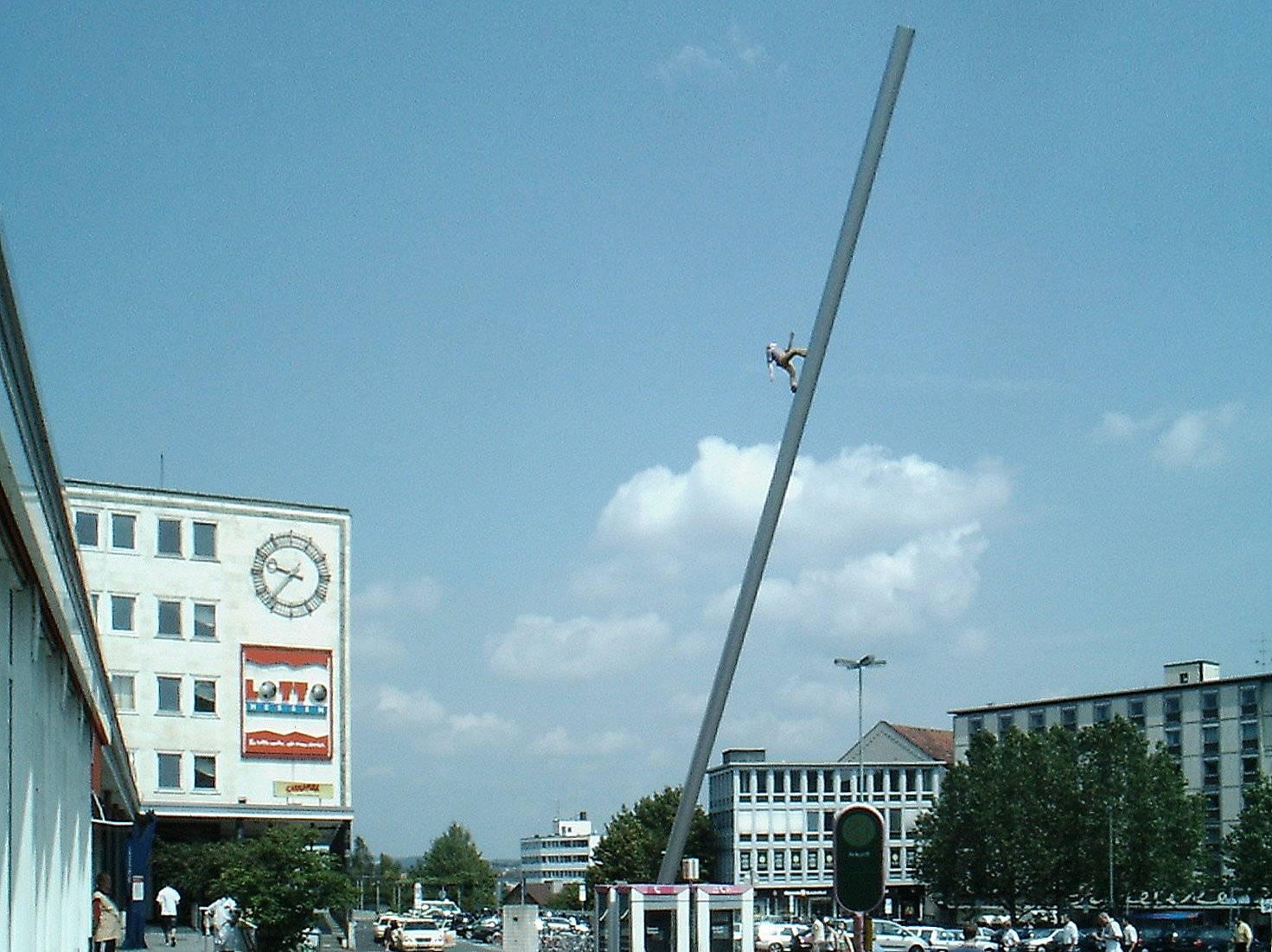
Man walking to the sky. Jonathan Borofsky, 1992.

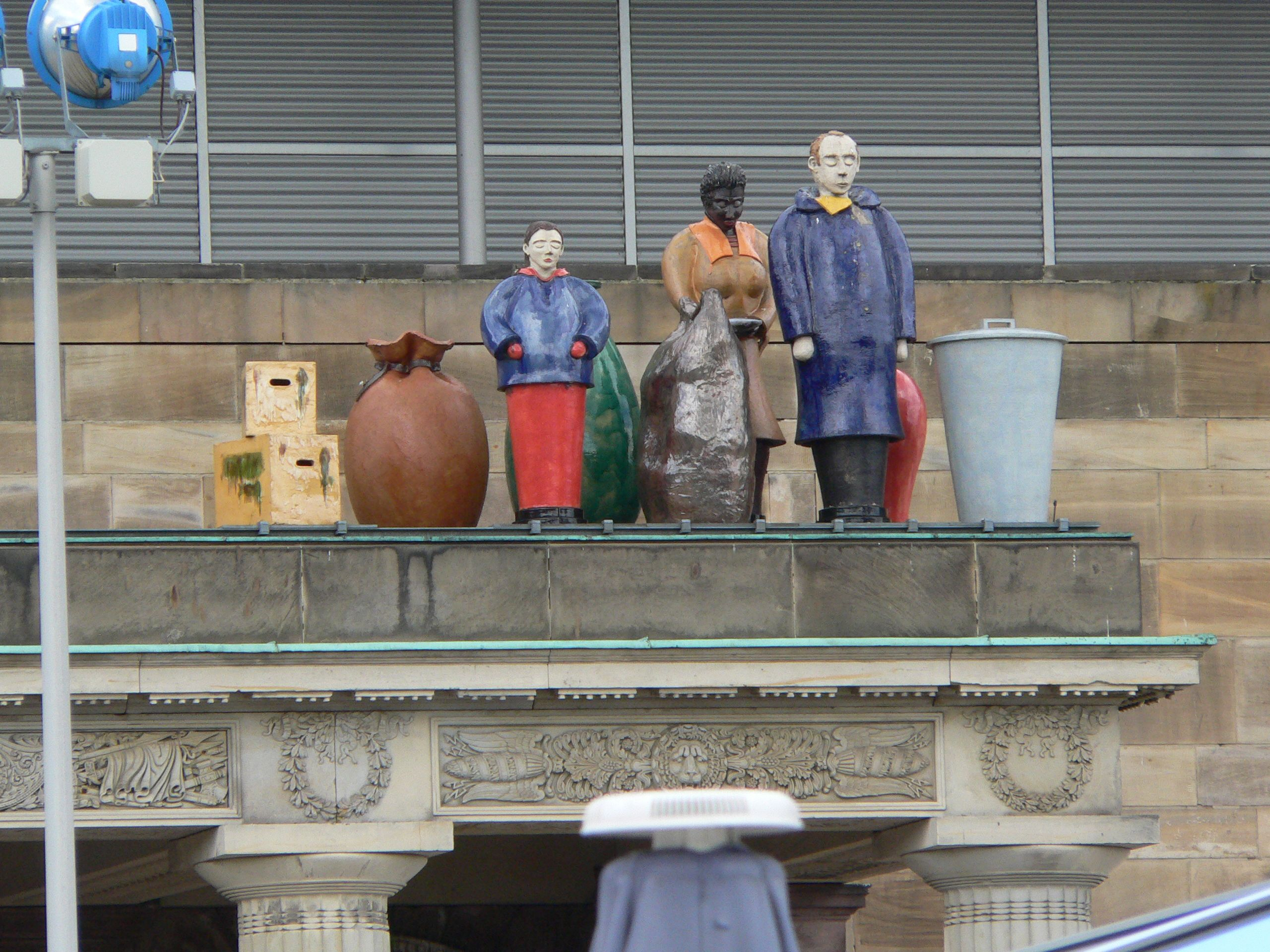
Die Fremden en la Friedrichsplatz. Thomas Schütte, 1992.

La documenta (con d minúscula) es una de las exposiciones de arte contemporáneo más importantes del mundo. Desde 1955 se lleva a cabo cada cinco años (inicialmente cada cuatro años) en Kassel, Alemania, y dura 100 días. La última edición, la número 15, tuvo lugar entre el 18 de junio y el 25 de septiembre de 2022.
documenta 15 está comisariada por el colectivo artístico indonesio ruangrupa fundado en Yakarta en el 2000. Y cuenta con una lista de más de 1600 participantes casi todos procedentes del sur global, es decir África, sur Asia, sur Europa, Sudamérica. Es la primera vez que la dirección artística se otorga a un grupo. Bajo el título de lumbung la muestra quiere mostrar lo que cooperación, comunidad y compartir recursos puede significar para la sociedad actual y el momento complejo que vivimos. Y es lo que el colectivo con mucho talento y audacia implementa en la edición de 2022.

## Inicios
Fue fundada por Arnold Bode como parte del Bundesgartenschau (una feria de horticultura) que ocurrió en Kassel en aquella época. Esta primera documenta fue, en contraste con la mayoría de las expectativas, un éxito considerable pues exhibió a la mayoría de los artistas reconocidos en el momento actual como parte del arte moderno como, por ejemplo, Pablo Picasso o Vasily Kandinsky. 
En la primera documenta, Bode quería acercar el arte a la gente, sobre todo a los obreros. No se trataba del arte contemporáneo sino del arte degenerado, pintura y escultura de los años 20 y 30, oprimida en los tiempos del nacionalsocialismo. La documenta ha evolucionado desarrollando conceptos en los que artistas se seleccionan de acuerdo a estos y no meramente por su nacionalidad. Por ejemplo la documenta 11 planteaba una crítica al post-colonialismo en la que se incluyeron multitud de artistas desconocidos para la visión hegemónica occidental provenientes de Oceanía, Sudamérica, Asia... Debido a su carácter quinquenal, cada edición de documenta supone un proyecto paradigmático en el sistema del arte al contar con el tiempo necesario para alejarse de las tendencias que marca el mercado. Documenta es también un ejemplo de la importancia de la labor de la dirección artística y curatorial. La exposición se extiende por diversos edificios y espacios públicos de la ciudad.
La historia de la documenta está llena de controversias. Se refleja la influencia de los artistas, filosofías y teorías y también de la política.
Las cifras de visitantes suben continuadamente desde la primera documenta (130.000 visitantes) hasta el 2002 (650.924). La única institución comparable en tamaño es la Bienal de Venecia sin embargo en ésta la selección es realizada por los distintos países por lo que los objetivos están más ligados al mercado y a las necesidades de representación de cada país y su capacidad económica frente a los planteamientos conceptuales de documenta.

## Ediciones
| Edición           | Fechas | Dirección Artística              | Expositores | Exposiciones   | Visitantes |
| ----------------- | --- | -------------------------------- | ----------- | -------------- | ---------- |
| documenta         | 16 de julio – 18 de septiembre de 1955                                                                             | Arnold Bode                      | 148         | 670            | 130 000    |
| II. documenta     | 11 de julio – 11 Oktober 1959                                                                                      | Arnold Bode y Werner Haftmann    | 338         | 1770           | 134 000    |
| documenta III     | 27 de junio – 5 Oktober 1964                                                                                       | Arnold Bode y Werner Haftmann    | 361         | 1450           | 200 000    |
| 4. documenta      | 27 de junio – 6 de octubre de 1968                                                                                 | Junta conformada por 24 miembros | 151         | 1000           | 220 000    |
| documenta 5       | 30 de junio – octubre de 1972                                                                                      | Harald Szeemann                  | 218         | 820            | 228 621    |
| documenta 6       | 24 de junio – 2 de octubre de 1977                                                                                 | Manfred Schneckenburger          | 622         | 2700           | 343 410    |
| documenta 7       | 19 de junio – 28 de septiembre de 1982                                                                             | Rudi Fuchs                       | 182         | 1000           | 378 691    |
| documenta 8       | 12 de junio – 20 de septiembre de 1987                                                                             | Manfred Schneckenburger          | 150         | 600            | 474 417    |
| DOCUMENTA IX      | 12 de junio – 20 de septiembre de 1992                                                                             | Jan Hoet                         | 189         | 1000           | 603 456    |
| documenta X       | 21 de junio – 28 de septiembre de 1997                                                                             | Catherine David                  | 120         | 700            | 628 776    |
| Documenta11       | 8 de junio – 15 de septiembre de 2002                                                                              | Okwui Enwezor                    | 118         | 450            | 650 924    |
| documenta 12      | 16 de junio – 23 de septiembre de 2007                                                                             | Roger M. Buergel y Ruth Noack    | 114         | Superior a 500 | 754 301    |
| dOCUMENTA (13)    | 9 de junio – 16 de septiembre de 2012                                                                              | Carolyn Christov-Bakargiev       | 187         |                | 904 992    |
| documenta 14      | - 8 de abril – 16 de julio de 2017 en Atenas, Grecia; - 10 de junio – 17 de septiembre de 2017 en Kassel, Alemania | Adam Szymczyk                    | 160         |                | 891.000    |
| documenta fifteen | 18 de junio - 25 de septiembre de 2022                                                                             | ruangrupa                        | 1.500       |                | 738.000    |
| documenta 16      | 2027 | Naomi Beckwith                   |             |                |            |

## Obras exteriores que aún están en Kassel
El número de obras que permanecen en la ciudad de ediciones anteriores de documenta es reducido. Algunas de ellas en los museos de Kassel. Algunos trabajos exteriores se encuentran hoy en día en la ciudad, el proyecto “7000 robles” de Joseph Beuys podría ser probablemente el más importante. Con la ocasión de la documenta 6 en 1977 surgió la construcción de hierro un accesible marco. Por el artista Horst H. Baumann se organizó la instalación de láser la única en todo el mundo en el espacio público. Wolf Vostell expone su instalación "La quinta del sordo" (en relación con Goya), que está en la colección de Gino Di Maggio en la Fundacione Mudima en Milano.
Se reactivó más tarde como “Laserscape Kassel” y sigue de forma modificada en funcionamiento. El buque de sueño “tía Olga” fabricado de poliéster y que recordaba un barco de papel doblado de Anatol Herzfeld encontró un lugar en el instituto Heinrich-Schütz. Walter de Maria perforó kilómetro vertical en el Friedrichsplatz (una plaza céntrica) y llenó el agujero con barras de latón macizas de 5 cm de diámetro que se introdujeron en la tierra, desde arriba solo se ve una chapa y en el medio el corte transversal redondo de la barra.
Documenta 7, 1982, Claes Oldenburg montó un pico puntiagudo de gran tamaño a la orilla del Fulda, una de las pocas esculturas que fueron admitidas de la población de Kassel con gran entusiasmo. El Man walking to the sky de Jonathan Borofsky de la documenta de 9, se encuentra en la plaza de la estación central. También se quedó en Kassel una parte del grupo de figuras “Fremde” (extraños) de Thomas Schuettes.
No fueron pocas las obras de arte que no chocaron a la población de Kassel con escepticismo o con denegación y a veces hubo resistencia considerable como, por ejemplo, contra el kilómetro vertical o los 7000 robles de Beuys.
Obras que hoy están plenamente aceptadas y forman parte de la ciudad y de la historia del arte.